# Абага (Амгинский улус)
Абага — село в Амгинском улусе Якутии России. Образует Абагинский наслег.

## Топоним
Слово якутского происхождения. При этимологизации данного топонима можно воспользоваться материалами Э. К. Пекарского: абаҕа 1) «престарелый в роде»; 2) «старший брат родного отца, родной дядя по отцу; двоюродный дядя, сын старшего брата деда по отцу, если он, сын, старше отца говорящего; двоюродный дед, родной дядя отца, брат прадеда»; 3) «древовидная ольха»; 4) «мужское прозвище»; 5) «название урочища»; 6) «название рода».

## География
Село Абага расположено на западном берегу реки Амга в двадцати пяти километрах к северо-востоку от центра улуса Амги.

## История
В ноябре 1927 года произошло столкновение якутских конфедералистов с отрядом красногвардейцев и вооружённых пионеров.
Согласно Закону Республики Саха (Якутия) от 30 ноября 2004 года N 173-З N 353-III село возглавило образованное муниципальное образование Абагинский наслег.

## Население
| 1989  | 2002  | 2007  | 2010  | 2012  | 2013  | 2014  | 2015  | 2016  | 2017  | 2018  |
| ----- | ----- | ----- | ----- | ----- | ----- | ----- | ----- | ----- | ----- | ----- |
| 1200  | ↘1187 | ↗1201 | ↘1192 | ↘1153 | ↘1119 | ↘1116 | ↗1118 | ↘1117 | ↗1126 | ↗1130 |
| 2019  | 2020  | 2021  |       |       |       |       |       |       |       |       |
| ↘1123 | ↘1116 | ↘1114 |       |       |       |       |       |       |       |       |

### Состав населения
По данным Всероссийской переписи населения 2010 года в структуре населения из 1192 человек мужчин — 595, женщин — 597 (49,9 и 50,1 % соответственно).

### Национальный состав
Согласно результатам переписи 2002 года, в национальной структуре населения якуты составляли 79 % от общей численности населения в 1187 чел..

## Инфраструктура
В Абаге есть оздоровительный центр, школа, магазины, речной порт и несколько учреждений культуры.

## Достопримечательности
В 1977 году, в честь 50-летия подвига абагинских пионеров и боевой Красной дружины в селе был установлен памятный обелиск.

## Экономика
Развито животноводство (крупный рогатый скот и лошади). Выращивают картофель как кормовую культуру. Сельское хозяйство преобладает в занятости и доходах села.